# WWE No Way Out
No Way Out (Sin Salida en español) fue un evento de pago por visión anual de lucha libre profesional producido por la World Wrestling Entertainment (WWE).

## Historia
El primer formato de No Way Out se realizó el 15 de febrero de 1998 en Houston, Texas, formando parte de la serie de PPVs de la WWF en los 90 WWF In Your House. A diferencia del resto de eventos, fue llamado No Way Out of Texas, debido a que la compañía rival de la WWF, la World Championship Wrestling (WCW), amenazó con demandar a la empresa, puesto que las iniciales del evento, NWO, eran las mismas que las del Stable más famoso de la WCW, la New World Order (NWO).
Al año siguiente, no se celebró el evento, pero a partir del 2000, se introdujo como el evento anual del mes de febrero. La edición de 2002 fue el último en ser promocionado por la World Wrestling Federation, ya que cambió el nombre a World Wrestling Entertainment. En 2002, debido a la Extensión de Marcas, los PPVs se hicieron exclusivos de una sola marca de la empresa. Sin embargo, la edición de 2003, celebrada en Canadá, fue de las dos marcas de la empresa. Sin embargo, desde el año 2004 al año 2007, fue un evento exclusivo de la marca SmackDown. Su edición de 2007 fue el último PPV de la empresa en ser exclusivo de una marca, por lo que las ediciones posteriores, contaron con las marcas RAW, SmackDown y de 2008 a 2009, ECW. Además, las dos últimas ediciones alojaron la lucha especial Elimination Chamber, siendo exclusivas de este evento, además de ser el primer PPV en promocionar dos Elimination Chambers en la misma noche.
El evento fue abandonado en 2009 como parte de la política de renovación de eventos de la WWE. Para ello, la WWE inició una votación en su sitio web para que los fanes eligieran el nombre del nuevo PPV, resultando ganador Elimination Chamber por delante de Heavy Metal, Battle Chamber, Chamber of Conflict y el original No Way Out. El evento fue traído de nuevo en el 2012, anunció que se emitió a través de WWE.com. Sin embargo, fue celebrado en junio, sustituyendo al evento Capitol Punishment. En Alemania, este evento fue promocionado como WWE No Escape.

## Ediciones

### 1998 - No Way Out of Texas
No Way Out of Texas tuvo lugar el 28 de febrero de 1998 desde el Compaq Center en Houston, Texas. Este fue un evento In Your House.

#### Resultados
- The Headbangers (Mosh & Thrasher) derrotaron a Goldust & Marc Mero (con Luna & Sable) (13:54)[1]
  - Thrasher cubrió a Mero con un "Inside Cradle".
- TAKA Michinoku derrotó a Pantera reteniedo el Campeonato Peso Ligero de la WWF (10:11)[2]
  - Michinoku cubrió a Pantera después de un "Michinoku Driver II".
- The Godwinns (Henry & Phineas) derrotaron a The Quebecers (Jacques & Pierre) (11:14)[3]
  - Phinneas cubrió a Pierre después de un "Clothesline" de Henry.
- Bradshaw derrotó al Campeón Norteamericano Peso Pesado de la NWA Jeff Jarrett por descalificación (8:59)[4]
  - Jarrett fue descalificado después de golpear a Bradshaw con una raqueta de tenis.
  - Como consecuencia, Jarrett retuvo el campeonato.
- Ken Shamrock, Ahmed Johnson, Chainz, Skull & 8-Ball derrotaron a The Nation of Domination (The Rock, Farooq, D'Lo Brown, Kama Mustafa & Mark Henry) (13:46)[5]
  - Shamrock obligó a The Rock a rendirse con un "Ankle Lock".
  - Esta fue la última lucha de Johnson en la WWF.
- Kane derrotó a Vader (10:59)[6]
  - Kane cubrió a Vader después de un "Tombstone Piledriver".
- Stone Cold Steve Austin, Owen Hart, Cactus Jack & Chainsaw Charlie derrotaron a D-Generation X (Triple H, Billy Gunn & Road Dogg) & Savio Vega en Non-Sanctioned Eight-Man Tag Match (17:41)[7]
  - Austin cubrió a Road Dogg después de un "Stone Cold Stunner".
  - Shawn Michaels debería haber participado en la lucha, pero fue reemplazado por Vega debido a una lesión.

### 2000
No Way Out 2000 tuvo lugar el 27 de febrero de 2000 desde el Hartford Civic Center en Hartford, Connecticut.

#### Resultados
- Heat: Headbanger Mosh derrotó al Campeón Peso Ligero de la WWF Essa Rios (con Lita) por descalificación.
  - Rios fue descalificado después de que Lita realizase una "Litacanrana" a Mosh.
  - Durante el combate, Headbanger Thraser intervino atacando a Rios.
- Sunday Night Heat: Ivory & Mideon derrotaron a Jacqueline & Funaki.
  - Ivory cubrió a Jacqueline con un "Small Package" ayudándose de las cuerdas.
- Kurt Angle derrotó a Chris Jericho (con Chyna) ganando el WWF Intercontinental Championship (10:14)[8]
  - Angle cubrió a Jericho después de que este se golpease con el campeonato cuando realizaba un "Lionsault".
  - Durante la lucha Angle intento golpear a Chyna con el título sin embargo fracasó y distrajo al árbitro.
- The Dudley Boyz (Bubba Ray & D-Von) derrotaron a The New Age Outlaws (Road Dogg & Billy Gunn) ganando el Campeonatos en Parejas de la WWF (5:20)[9]
  - D-Von cubrió a Road Dogg después de un "Dudley Death Drop".
- Mark Henry (con Mae Young) derrotó a Víscera (3:46)[10]
  - Henry cubrió a Viscera después de un "Scoop Slam" tras una intervención de Mae Young.
- Edge & Christian derrotaron a The Hardy Boyz (Jeff Hardy & Matt Hardy) (Con Terri Runnels) (15:18)[11]
  - Christian cubrió a Matt después de un "Unprettier".
  - Después del combate The APA atacó a los Hardy Boyz.
  - Durante la lucha Runnels interfirió a favor de The Hardy Boyz.
- Tazz derrotó a The Big Boss Man (con Prince Albert) por descalificación (1:23)[12]
  - Boss Man fue descalificado después de la interferencia de Prince Albert.
- X-Pac (con Tori) derrotó a Kane en un No Holds Barred Match (7:49)[13]
  - X-Pac cubrió a Kane después de inmovilizarlo con la escalera de acero
- Too Cool (Rikishi, Scotty 2 Hotty & Grand Master Sexay) derrotaron a The Radicalz (Chris Benoit, Dean Malenko & Perry Saturn) (12:41)[14]
  - Rikishi cubrió a Malenko después de un "Hip Hop".
- The Big Show derrotó a The Rock, ganando una oportunidad por el Campeonato de la WWF en WrestleMania 2000 (7:29)[15]
  - Show cubrió a Rock después de que Shane McMahon golpease a The Rock con una silla de acero.
- Triple H (con Stephanie McMahon) derrotó a Cactus Jack en un Title vs. Career Hell in a Cell Match reteniendo el Campeonato de la WWF (23:59)[16]
  - Triple H cubrió a Jack después de un "Pedigree".
  - Como consecuencia, Cactus Jack, tuvo que retirarse de la lucha libre profesional.

### 2001
No Way Out 2001 tuvo lugar el 25 de febrero, del 2001 desde el Thomas & Mack Center en Las Vegas, Nevada.

#### Resultados
- Sunday Night Heat: Rikishi derrotó a Matt Hardy por descalificación (3:50)
  - Hardy fue descalificado.
- The Big Show derrotó a Raven ganando el Campeonato Hardcore de la WWF (6:13)[17]
  - Show cubrió a Raven después de un "Chokeslam".
  - Durante el combate, Billy Gunn cubrió a Raven ganando el campeonato, pero Raven lo recuperó instantes después.
- Chris Jericho derrotó a Chris Benoit, Eddie Guerrero y X-Pac reteniendo el Campeonato Intercontinental de la WWF (12:18)[18]
  - Jericho cubrió a X-Pac con un "Roll-Up".
- Stephanie McMahon-Helmsley derrotó a Trish Stratus (8:30)[19]
  - Stephanie cubrió a Stratus después de un "Regal Cutter" de William Regal.
- Triple H derrotó a Steve Austin en un Three Stages Of Hell match (39:27)[20]
  - Austin cubrió a Triple H después de un "Stone Cold Stunner" en un Single match (12:20)
  - Triple H cubrió a Austin después de un "Pedigree" en un Street Fight (27:11)
  - Triple H cubrió a Austin después de golpearle con un mazo en un Steel Cage match (39:27)
  - Después de la lucha, Austin le aplicó un Stone Cold Stunner a Triple H.
- Steven Richards  (con Ivory) derrotó a Jerry Lawler  (con The Kat) (5:31)[21]
  - Richards cubrió a Lawler después de que The Kat golpeara Lawler con el Campeonato Femenino de la WWF.
- The Dudley Boyz (Bubba Ray & D-Von) derrotaron a Edge & Christian y The Brothers of Destruction (Kane & The Undertaker) en un Tables match reteniendo el Campeonato en Parejas de la WWF (12:06)[22]
  - The Dudley Boyz ganaron el combate después de aplicarle un "3D" contra una mesa a Christian.
  - Durante la lucha, Rikishi intervino atacando a Kane y The Undertaker.
- The Rock derrotó a Kurt Angle ganando el Campeonato de la WWF (16:54)[23]
  - Rock cubrió a Angle después de dos "Rock Bottoms".
  - Durante el combate, The Big Show intervino en la lucha atacando a The Rock, a Angle y al árbitro.

### 2002
No Way Out 2002 tuvo lugar el 17 de febrero, del 2002 desde el Bradley Center en Milwaukee, Wisconsin. El tema oficial fue "Feel So Numb" por Rob Zombie

#### Resultados
- Sunday Night Heat: Diamond Dallas Page derrotó a The Boss Man por descalificación reteniendo el Campeonato Europeo de la WWF. (3:19)
  - The Boss Man fue descalificado.
- The APA (Faarooq & Bradshaw) derrotó a Scotty 2 Hotty & Albert, Christian & Lance Storm, The Hardy Boyz (Matt & Jeff Hardy) (con Lita), The Dudley Boyz (Bubba Ray & D-Von Dudley) (con Stacy Keibler), Billy and Chuck en un Tag Team Turmoil match ganando una oportunidad por el Campeonato en Parejas de la WWF en WrestleMania X8. (14:05)[24]
  - Christian cubrió a Scotty 2 Hotty después de un "Unprettier". (2:56)
  - Jeff cubrió a Storm después de un "Swanton Bomb". (5:40)
  - Matt cubrió a D-Von con un "Roll-Up". (9:56)
  - Billy cubrió a Matt después de un "Famouser". (10:17)
  - Bradshaw cubrió a Billy después de un "Clothesline from Hell". (14:05)
- Rob Van Dam derrotó a Goldust (11:06)[25]
  - RVD cubrió a Goldust después de un "Five-Star Frog Splash".
- Tazz & Spike Dudley derrotaron a Booker T & Test reteniendo el Campeonato en Parejas de la WWF. (7:17)[26]
  - Tazz forzó a Test a rendirse con un "Tazzmission".
- William Regal derrotó a Edge en una lucha de Brass Knuckles on a Pole match reteniendo el Campeonato Intercontinental de la WWF (10:25)[27]
  - Regal cubrió a Edge después de un "Power of the Punch".
- The Rock derrotó a The Undertaker (17:25)[28]
  - Rock cubrió a Undertaker después de un "Rock Bottom" precedido de un golpe con un tubo de acero de Flair.
  - Durante la lucha Ric Flair intervino a favor de The Rock y Vince McMahon intervino a favor de The Undetaker
- Kurt Angle derrotó a Triple H (con Stephanie McMahon-Levesque como Árbitro especial) ganando la oportunidad de Triple H de una lucha por el Campeonato Indiscutido de la WWF. (14:40)[29]
  - Angle cubrió a Triple H después de un "Angle Slam".
- Chris Jericho derrotó a Stone Cold Steve Austin reteniendo el Campeonato Indiscutido de la WWF (21:34)[30]
  - Jericho cubrió a Austin después de que la nWo (Hollywood Hulk Hogan, Scott Hall y Kevin Nash) atacase a Austin.
  - Después de la lucha, la nWo siguió atacando a Austin.
  - Austin logró ser el retador de este combate tras ganar un torneo.

### 2003
No Way Out 2003 tuvo lugar el 23 de febrero, del 2003 desde el Bell Centre en Montreal, Quebec, Canadá. El tema oficial fue "Bring Me To Life" de Evanescence.

#### Resultados
- Sunday Night Heat: Rey Mysterio derrotó a Jamie Noble (4:35)
  - Mysterio cubrió a Noble tras un "619".
- Chris Jericho derrotó a Jeff Hardy (13:00)[31]
  - Jericho forzó a Hardy a rendirse con un "Walls of Jericho".
  - Después de la lucha, Shawn Michaels atacó a Jericho y a Christian.
  - Originalmente Chris Jericho se iba a enfrentar a Test pero fue reemplazado por Hardy, debido a un incidente fuera de la empresa por parte de Test (el y Stacy Keibler no pudieron asistir a un show de Raw debido a que perdieron un vuelo por un mal clima).
- William Regal & Lance Storm derrotaron a Kane & Rob Van Dam reteniendo el Campeonato Mundial en Parejas de la WWE (9:20)[32]
  - Regal cubrió a RVD después de una "Chokeslam" accidental de Kane.
  - Durante la lucha Kane noqueó legítimamente a Regal luego de aplicarle un body slam accidentalmente.
- Matt Hardy (con Shannon Moore) derrotó a Billy Kidman ganando el Campeonato Peso Crucero de la WWE (9:31)[33]
  - Hardy cubrió a Kidman después de aplicarle un "Twist of Fate" desde la tercera cuerda.
- The Undertaker derrotó a The Big Show (14:08)[34]
  - Undertaker forzó a Big Show a rendirse con un "Triangle Choke".
  - Después de la lucha, A-Train atacó a Undertaker.
- Brock Lesnar & Chris Benoit derrotaron a Team Angle (Kurt Angle, Shelton Benjamin & Charlie Haas) en un Handicap match (13:19)[35]
  - Benoit forzó a Haas a rendirse con un "Crippler Crossface".
  - Originalmente Edge era parte de la lucha, pero debido a una fractura en el cuello, fue sacado de la pelea.
- Triple H (con Evolution) (Ric Flair, Randy Orton y Batista) derrotó a Scott Steiner reteniendo el Campeonato Mundial Peso Pesado de la WWE (13:01)[36]
  - Triple H cubrió a Steiner después de un golpe con el cinturón seguido de un "Pedigree".
- Steve Austin derrotó a Eric Bischoff (4:26)[37]
  - Austin cubrió a Bischoff después de tres "Stone Cold Stunners".
  - Esta fue la primera lucha de Austin desde su salida de WWE en junio de 2002.
- The Rock derrotó a Hulk Hogan (12:20)[38]
  - The Rock cubrió a Hogan después de un "Rock Bottom" tras golpearlo con silla que le dio el árbitro Sylvain Grenier.
  - Durante la lucha, Vince McMahon intervino en contra de Hogan.

### 2004
No Way Out 2004 tuvo lugar el 15 de febrero de 2004 desde el Cow Palace en San Francisco. El Tema oficial fue "Crossing Borders" por Rey Mysterio. Este fue el primer No Way Out exclusivo de la marca Smackdown!.

#### Resultados
- Sunday Night Heat: Tajiri, Akio & Sakoda derrotaron a Billy Kidman, Paul London & Último Dragón (5:35)
  - Tajiri cubrió a Último Dragón tras una "Roundhouse Kick" más un "Powerslam" de Sakoda.
- Rikishi & Scotty 2 Hotty derrotaron a The Basham Brothers (Doug & Danny) & Shaniqua en un Handicap match reteniendo el Campeonato en Parejas de la WWE (8:16).[39]
  - Rikishi cubrió a Shaniqua después de un "Samoan Drop" y un Banzai Drop.
- Jamie Noble derrotó a Nidia en un Blindfold Match (4:23).[40]
  - Noble forzó a Nidia a rendirse con un "Paydirt".
- The World's Greatest Tag Team (Shelton Benjamin & Charlie Haas) derrotaron a The APA (Bradshaw & Farooq) (7:21)[41]
  - Benjamin cubrió a Bradshaw después de un "Superkick".
- Hardcore Holly derrotó a Rhyno (9:54)[42]
  - Holly cubrió a Rhyno después de un "Alabama Slam".
- Chavo Guerrero (con Chavo Guerrero, Sr.) derrotó a Rey Mysterio (con Jorge Páez) ganando el Campeonato Peso Crucero de la WWE (17:21)[43]
  - Guerrero cubrió a Mysterio con un "Roll-Up" después de que Chavo Sr. empujara a Mysterio desde la tercera cuerda.
- Kurt Angle derrotó a The Big Show y John Cena (12:18)[44]
  - Angle forzó a Cena a rendirse con el "Ankle Lock".
  - Como resultado, Angle ganó una oportunidad por el Campeonato de la WWE en WrestleMania XX.
  - Como resultado, Cena y Show lucharon por el Campeonato de los Estados Unidos de Show en WrestleMania XX.
- Eddie Guerrero derrotó a Brock Lesnar ganando el Campeonato de la WWE (30:07)[45]
  - Eddie cubrió a Lesnar después de invertir un "F-5" en un "Tornado DDT" sobre el campeonato y un "Frog splash".
  - Durante el combate, Goldberg le aplicó una "Spear" a Lesnar.

### 2005
No Way Out 2005 tuvo lugar el 20 de febrero de 2005 desde el Mellon Arena en Pittsburgh, Pensilvania. El tema oficial fue "Enemy" de Fozzy.

#### Resultados
- Sunday Night Heat: Hardcore Holly & Charlie Haas derrotaron a Kenzo Suzuki & René Duprée (con Hiroko) (5:20)
  - Holly cubrió a Suzuki después de un "Alabama Slam". que es su movimiento personal
- Eddie Guerrero & Rey Mysterio derrotaron a The Basham Brothers (Doug & Danny) ganando el Campeonato en Parejas de la WWE (14:50)[46]
  - Guerrero cubrió a Doug después de golpearle con un título.
- Booker T derrotó a Heidenreich por descalificación (6:49)[47]
  - Heidenreich fue descalificado después de golpear a Booker con una silla.
- Chavo Guerrero ganó el Cruiserweight Open ganando el Campeonato Peso Crucero de la WWE (9:43)[48]
  - Paul London cubrió a Funaki con un "Roll-Up" (1:37)
  - Paul London cubrió a Spike Dudley después de una "Superkick" de Funaki (1:56)
  - Paul London cubrió Shannon Moore después de un "450º Splash" (3:35)
  - Akio fue descalificado al no poder levantarse después de un "Neckbreaker" (7:03)
  - Chavo Guerrero cubrió a Paul London con un "Roll-Up" (9:43)
- The Undertaker derrotó a Luther Reigns (11:44)[49]
  - Undertaker cubrió a Reigns después de un "Tombstone Piledriver".
- John Cena derrotó a Kurt Angle ganando un combate por el Campeonato de la WWE en WrestleMania 21 (19:21)[50]
  - Cena cubrió a Angle después de un "FU".
  - Este combate fue la final de un torneo por dicha estipulación.
- John "Bradshaw" Layfield derrotó a The Big Show en un Barbed Wire Steel Cage Match reteniendo el Campeonato de la WWE (15:12)[51]
  - JBL ganó al escapar de la jaula por un agujero en la lona.
  - Orlando Jordan y The Basham Brothers atacaron a The Big Show después del combate y Batista y John Cena acudieron en ayuda de The Big Show y atacando a JBL.

### 2006
No Way Out 2006 tuvo lugar el 19 de febrero de 2006 en el 1st Mariner Arena en Baltimore, Maryland. El tema oficial del evento fue "Deadly Game" de Theory of a Deadman.

#### Resultados
- HEAT match: The Boogeyman derrotó a Simon Dean (1:55)
  - Boogeyman cubrió a Dean.
- Gregory Helms derrotó a Brian Kendrick, Funaki, Kid Kash, Nunzio, Paul London, Psicosis, Scotty 2 Hotty y Super Crazy reteniendo el Campeonato Peso Crucero de la WWE (9:42)[52]
  - Helms cubrió a Psicosis después un "Dead Level" de Kash.
- John "Bradshaw" Layfield (con Jillian Hall) derrotó a Bobby Lashley (10:58)[53]
  - JBL cubrió a Lashley después de un "Clothesline From Hell"
  - Durante la lucha, Finlay atacó a Lashley.
  - Antes de la lucha, Finlay secuestro a Kristal Marshall tras bambalinas y la llevó hasta al ring para intentar atacarla, pero fue rescatada por Lashley.
- Matt Hardy & Tatanka derrotaron a Campeones en Parejas de la WWE MNM (Joey Mercury & Johnny Nitro) (con Melina) (10:28)[54]
  - Tatanka & Hardy cubrieron a ambos miembros de MNM después de un "Twist of Fate" de Hardy y un "Samoan Drop" de Tatanka.
  - El Campeonato en Parejas de MNM no estaba en juego.
- Chris Benoit derrotó a Booker T (con Sharmell) ganando el Campeonato de los Estados Unidos de la WWE (18:13)[55]
  - Benoit forzó a Booker a rendirse con un "Crippler Crossface".
  - Después de la lucha, Benoit era felicitado por el roster de SmackDown!, que estaban en Backstage.
- Randy Orton derrotó a Rey Mysterio ganando la oportunidad de Rey Mysterio por un combate por un título en WrestleMania 22 (17:28)[56]
  - Orton cubrió a Mysterio con un "Roll-Up" con ayuda de las cuerdas.
  - Pese a perder esa lucha, Mysterio conservó su oportunidad por el Campeonato Mundial Peso Pesado de la WWE en WrestleMania 22, por decisión del gerente general de SmackDown! Theodore Long, en el primer SmackDown! después de este evento.
- Kurt Angle derrotó a The Undertaker reteniendo el Campeonato Mundial Peso Pesado (29:37)[57]
  - Angle cubrió a Undertaker después de revertir un "Triangle Choke" en un "Jackknife Cover".

### 2007
No Way Out 2007 tuvo lugar el 18 de febrero de 2007 desde el Staples Center en Los Ángeles, California. El tema oficial del evento fue "Powertrip" de Monster Magnet. Este fue el último PPV exclusivo de cada marca.

#### Resultados
- Dark Match: Rob Van Dam derrotó Shelton Benjamin
  - Van Dam cubrió a Benjamin después de un "Five-Star Frog Splash".
- Chris Benoit & The Hardys (Matt & Jeff) derrotaron a Montel Vontavious Porter & MNM (Joey Mercury & Johnny Nitro) (con Melina) (14:19)[58]
  - Benoit forzó a Mercury a rendirse con un "Crippler Crossface".
- Chavo Guerrero ganó el Cruiserweight Open ganando el Campeonato Peso Crucero de la WWE (15:49)[59]
  - Scotty 2 Hotty cubrió Daivari después de un "Worm" (1:44)
  - Gregory Helms (c) cubrió a Scotty después de un "Single knee facebreaker" (3:44)
  - Helms cubrió a Funaki después de revertir un "Crossbody" en un "Roll-Up" (4:11)
  - Helms cubrió a Shannon Moore después de un "Double knee facebreaker" (6:12)
  - Jimmy Wang Yang cubrió a Helms después de una "Hurricanrana" (8:02)
  - Yang cubrió a Jamie Noble después de un "Moonsault" (11:46)
  - Chavo Guerrero cubrió a Yang después de un "Frog Splash" en la espalda de Yang luego de que esté último fallara un corkscrew Moonsault. (15:49)
  - Originalmente, Chavo Guerrero no competía en esta lucha pero fue una adición de último momento luego de que Noble fuera eliminado.
  - Tras ser eliminado, Helms atacó a Yang con un "Eye of the Hurricane"
- Finlay & Little Bastard derrotaron a The Boogeyman & Little Boogeyman (6:45)[60]
  - Finlay cubrió a Little Boogeyman después de golpearlo con el Shillelagh.
- Kane derrotó a King Booker (con Queen Sharmell) (12:58)[61]
  - Kane cubrió a Booker después de un "Chokeslam".
- Paul London & Brian Kendrick derrotaron a Deuce 'N Domino (con Cherry) reteniendo el Campeonato en Parejas de la WWE (8:06)[62]
  - Kendrick cubrió a Deuce con un "Victory Roll".
  - Originalmente Kendrick y London defenderían nuevamente los campeonatos contra MNM, The Hardys y William Regal & Dave Taylor en un combate de escaleras siendo una revancha de la lucha de Armageddon 2006 pero fue cambiada debido a que los campeones entraron en un feudo con Deuce y Domino.
- Mr. Kennedy derrotó al Campeón Mundial de la ECW Bobby Lashley por descalificación (15:25)[63]
  - Lashley fue descalificado después de golpear a Kennedy con una silla de acero.
  - Antes de la lucha, Lashley atacó a Kennedy tras bambalinas.
  - Antes de la lucha, Kennedy atacó a Lashley mientras esté último hacía su entrada.
  - Después de la lucha, Lashley le aplicó varios silletazos a Kennedy.
  - Como resultado, Lashley retuvo el título.
- Shawn Michaels & John Cena derrotaron a Batista & The Undertaker (22:09)[64]
  - Cena cubrió a Undertaker después de un "Spinebuster" de Batista, un "Sweet Chin Music" de Michaels y un "FU" de Cena.
  - Durante la lucha, Batista traicionó a Undertaker, atacándolo con un "Spinebuster".

### 2008
No Way Out 2008 tuvo lugar el 17 de febrero, de 2008 desde el Thomas & Mack Center en Las Vegas, Nevada. El tema oficial del evento fue "Fake It" de Seether.

#### Resultados
- Dark Match: Kane derrotó a Shelton Benjamin.
  - Kane cubrió a Benjamin después de un "Chokeslam".
- Chavo Guerrero derrotó a CM Punk reteniendo el Campeonato de la ECW. (7:06)[65]
  - Guerrero cubrió a CM Punk después de un "Frog Splash" tras evitar una "Top Rope Hurracarrana".
- The Undertaker derrotó a The Great Khali (con Ranjin Singh), Montel Vontavious Porter, Finlay (con Hornswoggle), Big Daddy V (con Matt Striker) y Batista en un Elimination Chamber Match ganando una oportunidad por el Campeonato Mundial Peso Pesado de la WWE en WrestleMania XXIV. (29:28)[66]
  - The Undertaker eliminó a Batista, ganando la lucha. (Ver detalles)
  - Esta fue la última lucha de Big Daddy V en un PPV de WWE.
  - Durante la lucha, Ranjin Singh intento intervenir a favor de Khali pero fue atacado por Undertaker.
- Ric Flair derrotó a Mr. Kennedy en un Career Threatening Match. (7:13)[67]
  - Flair forzó a Kennedy a rendirse con un "Figure Four Leglock".
  - Si Flair perdía, debía retirarse de la lucha libre profesional.
- Edge derrotó a Rey Mysterio reteniendo el Campeonato Mundial Peso Pesado de la WWE. (5:27)[68]
  - Edge cubrió a Mysterio después de un "Spear" en el aire.
  - Después de la lucha, The Big Show hizo su regreso a la WWE, atacando a Mysterio y peleándose con el boxeador profesional Floyd "Money" Mayweather.
- John Cena derrotó al Campeón de la WWE Randy Orton por descalificación (15:51)[69]
  - Orton fue descalificado después de darle una bofetada al árbitro.
  - Después de la lucha, Cena atacó a Orton.
  - Como resultado, Orton retuvo el título.
  - Como ganador del Royal Rumble, Cena ganó una oportunidad por el título en WrestleMania XXIV. Sin embargo, Cena decidió retar a Orton en este evento.
- Triple H derrotó a Umaga, John "Bradshaw" Layfield, Chris Jericho, Shawn Michaels y Jeff Hardy en un Elimination Chamber Match ganando una oportunidad por el Campeonato de la WWE en WrestleMania XXIV. (23:54)[70]
  - Triple H eliminó a Hardy, ganando la lucha. (Ver detalles)

### 2009
No Way Out 2009 tuvo lugar el 15 de febrero de 2009 desde el Key Arena en Seattle, Washington. El tema oficial del evento fue "Hunt You Down" de Saliva.

#### Resultados
- Dark Match: Melina derrotó a Beth Phoenix (con Santino Marella y Rosa Mendes) reteniendo el Campeonato Femenino de la WWE.
  - Melina cubrió a Beth después de un "LA Sunset".
- Triple H derrotó a Vladimir Kozlov, The Big Show, Edge (c), Jeff Hardy y The Undertaker en un Elimination Chamber Match ganando el Campeonato de la WWE. (35:59)[72]
  - Triple H eliminó a The Undertaker, ganando la lucha. (Ver detalles)
- Randy Orton derrotó a Shane McMahon en un No Holds Barred Match reteniendo su oportunidad por un Campeonato Mundial en WrestleMania XXV. (18:15)[73]
  - Orton cubrió a Shane después de un "RKO".
  - Durante la lucha, Priceless (Cody Rhodes & Ted DiBiase) interfirieron ayudando a Orton.
- Jack Swagger derrotó a Finlay (con Hornswoggle) reteniendo el Campeonato de la ECW. (7:58)[74]
  - Swagger cubrió a Finlay después de un "Swagger Bomb".
- Shawn Michaels derrotó a John "Bradshaw" Layfield en un All or Nothing Match. (13:21)[75]
  - Michaels cubrió a Layfield después de una "Sweet Chin Music".
  - Si Michaels perdía, trabajaría para Layfield para siempre.
  - Si Layfield perdía, Michaels ya no trabajaría para el.
- Edge derrotó a Mike Knox, Chris Jericho, Kane, Rey Mysterio y John Cena (c) en un Elimination Chamber Match ganando el Campeonato Mundial Peso Pesado. (29:47)[76]
  - Edge eliminó a Mysterio, ganando la lucha. (Ver detalles)
  - Kofi Kingston estaba en la lucha, pero fue atacado por Edge y este tomó su lugar.

### 2012
No Way Out 2012 tuvo lugar el 17 de junio de 2012 desde el Izod Center en East Rutherford, NJ. El tema oficial del evento fue "Unstoppable" de Charm City Devils.
Este evento marcó el regreso de Triple H, quién desafió a Brock Lesnar para una lucha en SummerSlam.

#### Resultados
- Pre-Show: Brodus Clay (con Cameron & Naomi) derrotó a David Otunga por cuenta de fuera. (4:55)[79]
  - Clay ganó cuando Otunga salió del ring y no quiso volver antes de la cuenta de 10.
  - Este combate fue transmitido en vivo en Facebook, YouTube y WWE.com media hora antes del evento.
- Sheamus derrotó a Dolph Ziggler (con Vickie Guerrero) reteniendo el Campeonato Mundial Peso Pesado de la WWE. (15:33)[80]
  - Sheamus cubrió a Ziggler después de un Brogue Kick.
  - Originalmente, Sheamus debía enfrentarse a Alberto Del Rio, pero fue lesionado por The Great Khali, siendo reemplazado por Ziggler.
- El Campeón de los Estados Unidos Santino Marella derrotó a Ricardo Rodríguez en un Tuxedo Match. (4:08)[81]
  - Marella le quitó el traje a Rodríguez, ganando la lucha.
  - El Campeonato de los Estados Unidos de Marella no estaba en juego.
- Christian derrotó a Cody Rhodes reteniendo el Campeonato Intercontinental. (9:17)[82]
  - Christian cubrió a Rhodes después de un Spear.
- The Prime Time Players (Titus O'Neil & Darren Young) derrotaron a Primo & Epico (con Rosa Mendes & Abraham Washington), Justin Gabriel & Tyson Kidd y The Usos (Jey Uso & Jimmy Uso) ganando una oportunidad por el Campeonato en Parejas de la WWE. (8:56)[83]
  - Young cubrió a Primo después de un Gut Check.
  - Durante la lucha, Washington traicionó a Primo & Epico, y se unió a The Prime Time Players.
  - Después de la lucha, The Prime Time Players y Washington atacaron a Primo & Epico.
- Layla derrotó a Beth Phoenix reteniendo el Campeonato de Divas de la WWE. (6:55)[84]
  - Layla cubrió a Phoenix después de un "Lay-Out".
- Sin Cara derrotó a Hunico (con Camacho). (6:09)[85]
  - Sin Cara cubrió a Hunico después de un "Tilt-a-Whirl Headscissors Facebuster".
- CM Punk derrotó a Daniel Bryan y Kane reteniendo el Campeonato de la WWE. (18:17)[86]
  - Punk cubrió a Kane después de un Go To Sleep.
  - Durante la lucha, A.J. interfirió, pero fue golpeada accidentalmente por Kane.
  - Después de la lucha, Kane se preocupó por A.J. y se la llevó en brazos, pero cuando se iban, A.J. le sonrió a Punk, revelando que había interferido a favor de este.
- Ryback derrotó a Dan Delaney & Ron Crymes. (1:34)[87]
  - Ryback cubrió a Delaney & Crymes después de un "Double Shell Shocked".
- John Cena (con Mr. McMahon) derrotó a The Big Show (con John Laurinaitis) en un Steel Cage Match. (18:44)[88]
  - Cena ganó escapando de la jaula.
  - Durante la lucha, Laurinaitis interfirió a favor de Show y Mr. McMahon, Brodus Clay, Alex Riley, Santino Marella, Zack Ryder y Kofi Kingston a favor de Cena.
  - Después de la lucha, Laurinaitis intentó atacar a Cena y este le aplicó a un "Attitude Adjustment", sobre la mesa de comentaristas en español.
  - Como resultado, Laurinaitis fue despedido como General Mánager de RAW y SmackDown!.
  - Si Show ganaba, Cena sería despedido de la WWE.